# Аленкар, Шику
Франсиску Родригес ди Аленкар Филью (порт. Francisco Rodrigues de Alencar Filho), известный как Шику Аленкар (порт. Chico Alencar; род. 19 октября 1949, Рио-де-Жанейро) — бразильский политик, историк и писатель, член Партии социализма и свободы (PSOL). В 2003—2019 годах — федеральный депутат от Рио-де-Жанейро.

## Биография

### Образование и научно-педагогическая деятельность
Окончил Исторический университет Федерального Университета Флуминенсе, преподавал в школах и высших учебных заведениях. Получил степень магистра педагогики от Фонда Жетулиу Варгаса, защитив диссертацию о движении ассоциаций жителей Рио, одним из главных лидеров которых он сам был в начале 1980-х.
Аленкар — автор, соавтор или организатор по крайней мере 32 книг в области истории. Книга «História da Sociedade Brasileira», соавтором которой он является (с Люсией Карпи и Маркусом Венисиу Рибейру), была принята в качестве учебника по истории Бразилии в некоторых бразильских школах с начала 1990-х годов. Он также писал книги для детей и молодёжи. В апреле 2017 года Ilustre Editora выпустила биографию Шику Аленкара, написанную Педру ди Луной и Марселу Мовшовицем.

### Общественно-политическая деятельность
Его путь как политика начался в 1960-х годах, когда он стал активистом профсоюзного движения и общественным деятелем. Начав в рядах Католической студенческой молодёжи (JEC), он оставался связан с теологией освобождения и левыми католиками.
Будучи противником военной диктатуры, состоял в единственной легальной тогда оппозиционной партии Бразильское демократическое движение, а с 1980-х — в широкой левой Партии трудящихся (ПТ). В течение двух сроков (1989—1992 и 1993—1996) был местным депутатом от партии в Рио-де-Жанейро; как председатель Комиссии по образованию и культуре муниципалитета Рио-де-Жанейро добился более 30 законопроектов, направленных на улучшение коммунальных услуг и качества жизни граждан. В 1996 году баллотировался на пост мэра, заняв 3-е место с 642 тысячами голосов и не добрав всего 1,5 % до второго тура, что в то время считалось неожиданным, особенно учитывая фактический бойкот национального руководства ПТ, не оказавшего ему поддержки.
Затем он, заняв третье место по количеству голосов, был с 1999 по 2002 год избран депутатом штата, где был президентом Комиссии по правам человека и гражданству и вице-президентом Комиссии по образованию.

### Федеральный депутат. Партия социализма и свободы

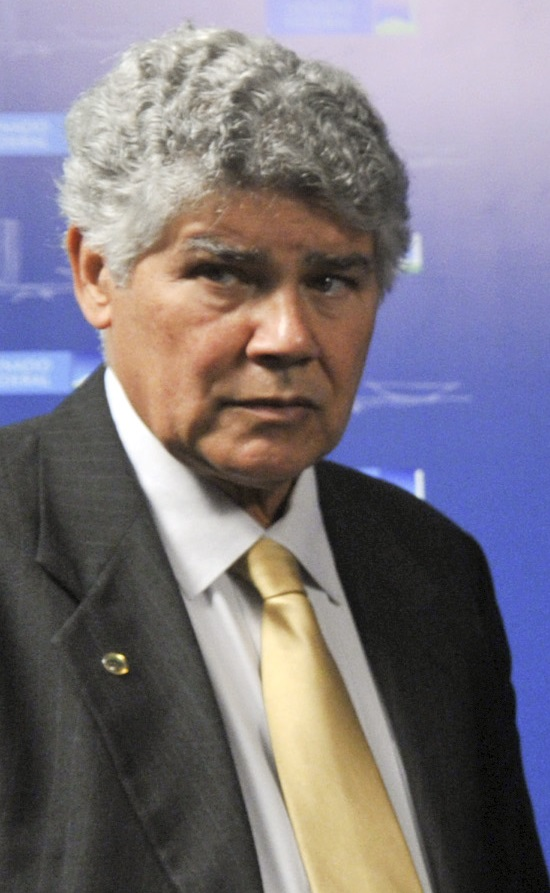
Аленкар в 2015 году

В 2003 году он вступил на свой первый срок в качестве федерального депутата, все еще находясь в составе ПТ, получив на парламентских выборах 2002 года в Палату представителей наибольшее количество голосов среди кандидатов партии с 169 131 голосом (2,09 % от общего числа действительных голосов).
Однако хотя его партия пришла к власти в лице президента Лулы, по мнению Аленкара, она продолжала экономическую политику, унаследованную от прежних неолиберальных правительств. Критикуя эти компромиссы с капитализмом, отказ от социализма как цели и коррупцию внутри партии от ПТ откололась значительная часть её левого крыла, образовавшая Партию социализма и свободы (PSOL) в 2004 году.
Следом за изгнанием из ПТ многих её исторических членов вроде основателей PSOL Лусианы Женру, Элоизы Элены и Бабы Аленкар вместе со своим единомышленником Плиниу ди Арруда Сампайо попытались в 2005 году вернуть товарищей в ряды старой партии, вернув её к своим идеологическим истокам. Однако их попытка бросить вызов руководству потерпела поражение, и они вместе с другими радикальными активистами, сторонниками теологии освобождения, участниками профсоюзного, студенческого и других социальных движений, порвали с ПТ и также перешли в PSOL (по словам Аленкара, не они покинули ПТ, а «ПТ покинула саму себя»).
Уже в качестве члена Партии социализма и свободы Аленкар продолжал переизбираться в Палату депутатов, выдвигался в председатели палаты и в префекты Рио. Шику стал членом Комиссии по правам человека и Совета по этике Палаты депутатов, а также заместителем лидера парламентской фракции своей партии. В парламенте он работал в сферах образования, здравоохранения, аграрной реформы, борьбы с коррупцией, управления окружающей средой, государственного долга, жилищного строительства и т. д.

### Признание и последующая жизнь

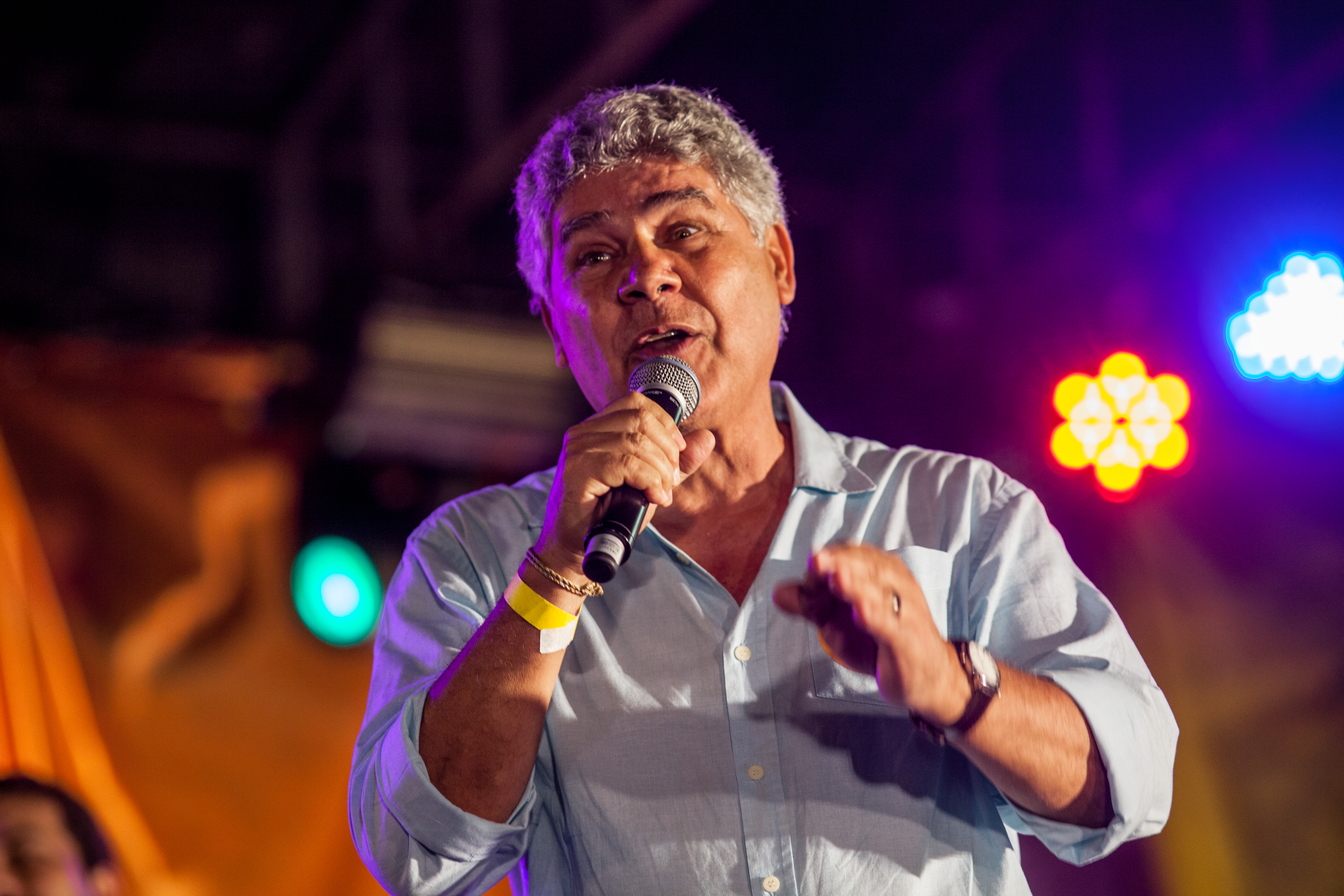
Шику Аленкар агитирует за Марселу Фрейшу, 2016 год

С 2006 года он включался в список «100 самых влиятельных парламентариев в Конгрессе», ежегодно публикуемый Diap. Согласно опросу Межсоюзного департамента парламентской помощи (DIAP), он являлся одним из важнейших депутатов. В 2009—2015 годах он шесть раз подряд избирался журналистами, освещающими Национальный конгресс, лучшим федеральным депутатом страны, получив премию Prêmio Congresso em Foco.
17 апреля 2016 года он проголосовал против открытия процедуры импичмента президенту Дилме Русеф. На выборах 2018 года Шику Аленкар был кандидатом в сенаторы от штата Рио-де-Жанейро — он получил 1 281 373 голоса (9,17 % от общего числа действительных голосов), но избраться не смог и впервые с 2003 года покинул парламент. На муниципальных выборах 2020 года он вернулся в городской совет Рио спустя 24 года, заняв пятое место по количеству голосов.